# A Plague Tale: Innocence
A Plague Tale: Innocence – komputerowa przygodowa gra akcji z elementami skradanki, wyprodukowana przez francuskie Asobo Studio i wydana przez Focus Home Interactive. Ukazała się na platformach PlayStation 4, Windows i Xbox One w maju 2019 roku. W listopadzie 2020 roku stała się dostępna poprzez usługę Amazon Luna. Wersje gry na PlayStation 5 i Xbox Series X/S zostały wydane w lipcu 2021 roku, wraz z wersją w chmurze na Nintendo Switch.
Osadzona w połowie XIV wieku w Akwitanii we Francji, podczas wojny stuletniej, gra skupia się na losach Amicii de Rune i jej chorego brata Hugo, którzy uciekają przed żołnierzami francuskiej inkwizycji oraz przed hordami szczurów rozprzestrzeniających czarną śmierć. Gracz kontroluje Amicię, dysponując zdolnością skradania się i ograniczonym doborem narzędzi, aby ukrywać się przed żołnierzami, odwracać ich uwagę, unikać hord szczurów oraz rozwiązywać zagadki. Gra zawiera elementy gatunku survival horror.
A Plague Tale: Innocence otrzymała ogólnie pozytywne recenzje od krytyków i sprzedała się w ponad milionie egzemplarzy do lipca 2020 roku. Sequel, A Plague Tale: Requiem, został wydany w 2022 roku.

## Rozgrywka
W A Plague Tale: Innocence gracz przejmuje kontrolę nad Amicią de Rune z perspektywy trzeciej osoby. Przez większość czasu gry gracze muszą wykorzystywać umiejętność skradania się, aby unikać spotkań z wrogami, gdyż ci natychmiast zabijają Amicię, jeśli ją złapią. Amicia jest wyposażona w procę, której może używać do wystrzelenia kamieni, aby rozbijać łańcuchy, odciągać uwagę wrogów lub ogłuszać strażników na tyle długo, aby szczury mogły ich dopaść; może także zabijać wrogów strzałem w głowę, jeśli ich głowa jest niechroniona.
Gra składa się z serii zagadek survivalowych, które polegają głównie na wykorzystaniu przez gracza konkretnych metod, aby odstraszyć lub odwrócić uwagę hord głodnych szczurów, aby uzyskać dostęp do nowych obszarów lub skierować szczury w stronę wrogów. Główną metodą odstraszania szczurów jest ogień, ponieważ gryzonie rzadko zbliżają się do płonących pochodni i kaganków. Amicia może tworzyć specjalną amunicję i zapasy, np. używając siarki do zapalania kaganków, bomb chemicznych do przyciągania szczurów lub materiałów gaśniczych do gaszenia pochodni niesionych przez wrogów. Młodszy brat Amici, Hugo, może wykonywać konkretne zadania, gdy Amicia jest zajęta. Hugo może również dostać się do niektórych miejsc, niedostępnych dla swej siostry. Niesie to jednak ze sobą ryzyko, ponieważ Hugo zaczyna panikować, gdy zostanie sam i może przyciągać uwagę wrogów. W dalszej fazie gry gracz może przejąć kontrolę nad Hugo, który nie może tworzyć przedmiotów, ale potrafi kontrolować szczury i przemykać przez małe przestrzenie.

## Fabuła
Akcja gry rozpoczyna się w 1348 roku. Amicia de Rune to 15-letnia francuska dziewczyna szlachetnego pochodzenia, mieszkająca w Akwitanii podczas wojny stuletniej między Anglią a Francją. Jej 5-letni brat, Hugo, jest chory od urodzenia; ich matka, alchemiczka Béatrice, ukryła go w swej posiadłości, próbując opracować lekarstwo. Podczas polowania z ojcem Robertem w lesie Amicia napotyka na ziemi niezwykłą substancję, a jej pies, Lion, zostaje rozszarpany przez niewiadome siły. Oddziały francuskiej inkwizycji pod wodzą Lorda Nicholasa przybywają do majątku de Rune w poszukiwaniu Hugo, mordują Roberta i służbę rodziny. Béatrice pomaga swoim dzieciom uciec i instruuje Amicię, by zabrała Hugo do doktora Laurentiusa.
Dzieci uciekają do pobliskiej wioski, gdzie dowiadują się, że hordy szczurów rozprzestrzeniają czarną śmierć. Są poszukiwani przez inkwizycję i muszą unikać mieszkańców wioski; Amicia i Hugo docierają ostatecznie do farmy Laurentiusa i znajdują go ciężko chorego na dżumę. Laurentius błaga Amicię, aby dokończyła pracę swojej matki, sekundy przed tym, jak farmę zalewają szczury; rodzeństwo ucieka wraz z uczniem Laurentiusa, Lucasem, w poszukiwaniu zamku Ombrage, który niegdyś należał do rodziny de Rune. Przekraczając pole bitwy patrolowane przez angielskich żołnierzy, Lucas wyjaśnia, że krew Hugo niesie w sobie nadprzyrodzone zło zwane Prima Macula, które pozostawało uśpione w niektórych szlacheckich rodach od czasu dżumy za cesarza Justyniana. Béatrice i Laurentius starają się znaleźć eliksir, który złagodziłby objawy Hugo, podczas gdy Vitalis Benevent, wielki inkwizytor Francji, dąży do wykorzystania mocy Hugo, aby inkwizycja mogła rządzić Francją. Hugo i Amicia zostają chwilowo schwytani przez Anglików, ale uciekają z pomocą rodzeństwa złodziei, Mélie i Arthura; Arthur zostaje pojmany, podczas gdy inni uciekają do zamku Ombrage.
Lucas potrzebuje zakazanej księgi zwanej Sanguinis Itinera, aby ukończyć eliksir, który może pomóc Hugo. Amicia przeszukuje uniwersytet, aby odzyskać księgę, podczas gdy Mélie ratuje swojego brata. Amicia odzyskuje księgę i spotyka młodego kowala, Rodrica, który pomaga jej uciec. Powróciwszy do Ombrage, Arthur ujawnia, że Béatrice wciąż żyje, ale została uwięziona. Amicia nalega, by nie mówić tego Hugo, ale on podsłuchuje rozmowę. Złość potęguje jego objawy, więc Amicia i Lucas wracają do majątku de Rune w poszukiwaniu Béatrice. W ukrytym laboratorium oboje kończą eliksir i podają go Hugo, aby złagodzić jego objawy. Mimo to, rozzłoszczony na siostrę za niepowiedzenie mu prawdy, Hugo ucieka i dołącza do inkwizycji, aby odnaleźć Béatrice. Vitalis wstrzykuje sobie krew Hugo, aby posiąść moc Maculi, ale dzięki eliksirowi Lucasa nie jest w stanie w pełni posiąść mocy chłopca.
Hugo ucieka i znajduje Béatrice. Zanim zostają oni ponownie schwytani, ona ujawnia, że Macula daje mu moc kontrolowania szczurów. Vitalis grozi śmiercią Béatrice, aby w pełni pobudzić moce Hugo. Zamek Ombrage zostaje zaatakowany przez roje szczurów kierowane przez Hugo, który wciąż nie ufa Amici. Nicholas, który towarzyszy chłopcu, zabija Arthura i nakazuje Hugo unieszkodliwić Amicię. Ta jednak przekonuje brata, aby porzucił inkwizycję. Wspólnie walczą z Nicholasem, aż pochłaniają go szczury. Dzieci decydują się skonfrontować z Vitalisem.
W drodze do Bastionu Rodric poświęca się, aby chronić Hugo i Amicię. Vitalis czeka na ich przybycie, hodując tysiące białych szczurów, którymi tylko on może sterować. Ostatecznie Hugo pokonuje Vitalisa, a Amicia go zabija. Trzy dni później zarówno szczury, jak i dżuma znikają, a życie zaczyna wracać do normy; wielu wciąż obawia się Hugo i jego mocy, w tym Mélie, która rozstaje się z grupą. Amicia, Hugo, Lucas i schorowana Béatrice wyruszają w poszukiwaniu nowego domu.

## Produkcja
Produkcją gry kierowało Asobo Studio. Był to ich pierwszy oryginalny tytuł od czasu wydania gry wyścigowej Fuel (2009). Wytwórnia chciała stworzyć doznanie oparte na narracji, inspirowane przez The Last of Us oraz Brothers: A Tale of Two Sons. Głównym tematem A Plague Tale: Innocence jest rodzina i to, jak relacje między postaciami są wystawiane na próbę w trudnych okolicznościach. Do innych ważnych motywów gry należy niewinność. Hugo, w szczególności, będzie obserwował zachowania postaci gracza i przemianę z niewinnej istoty w bezwzględną jednostkę. W wersji angielskiej głosów Amicii i Hugo użyczyli Charlotte McBurney i Logan Hannan. Oboje również uczestniczyli w procesie pisania, sugerując zmiany w dialogach i alternatywne podejścia. Na ekranie może jednocześnie pojawić się do 5000 szczurów. Aby zapewnić obsłużenie renderowania wielu wrogów bez obniżenia wydajności, zespół wprowadził cztery warstwy szczegółowości, w których szczury najdalej postaci gracza pojawiają się jako „nieruchoma siatka”, a najbliższe graczowi – animowane szczegółowo.
W styczniu 2017 roku wydawnictwo Focus Home Interactive zapowiedziało grę jako The Plague. Pierwszy zwiastun gry pojawił się na targach Electronic Entertainment Expo w 2017 roku. Gra została wydana globalnie 14 maja 2019 roku na PlayStation 4, Windows i Xbox One. Ukazała się też na platformie Amazon Luna 24 listopada 2020 roku. Wersje gry na Nintendo Switch, PlayStation 5 i Xbox Series X/S zostały opublikowane 6 lipca 2021 roku. Wersja na Nintendo Switch była dostępna w chmurze.

### Dodatkowa zawartość do pobrania
Zawartość do pobrania pod tytułem Coat of Arms ukazała się równolegle z samą grą. Dodawała trzy alternatywne skórki dla strojów Amicii i Hugo oraz herby. Dodatkowa zawartość ma charakter kosmetyczny.

## Odbiór
A Plague Tale: Innocence została ogólnie pozytywnie przyjęta przez krytyków.
Alice Bell z portalu Rock Paper Shotgun chwaliła równomiernie rozłożoną fabułę gry, szczególną uwagę przywiązując do relacji między rodzeństwem, która „przechodzi od ostrożności do prawdziwego uczucia” i stanowi „jedną z najbardziej wyjątkowych” w historii gier komputerowych. Khee Hoon Chan w recenzji dla GameSpotu kładła nacisk na wiarygodny portret psychologiczny Amicii i Hugo, podkreślając ich psychiczną zdolność do zapominania o traumatycznych wydarzeniach: „Pomimo swojej słabości i naiwności Hugo łatwo polubić. Jego dziecięcy zachwyt przebija się przez nędzę ich położenia, pozwalając mu – i wspierającej go Amicii – docenić piękno nawet w najbardziej ponurych czasach”. Zdaniem Alexa Orony z „Nintendo World Report” twórcy Innocence dostarczyli „intensywnej wyprawy, która rzadko daje wytchnienie od ciągłych prześladowań i niebezpieczeństw”.
Jako wadę A Plague Tale: Innocence najczęściej wskazywano etapy polegające na skradaniu się oraz mechanikę wytwarzania przedmiotów. Edwin Evans-Thirlwell w umiarkowanie pozytywnej recenzji gry dla Eurogamera twierdził, że omijanie przeciwników i zabijanie z ukrycia jest monotonne. Zdaniem Stevena Petite’a z IGN wytwarzanie broni dzięki zdolnościom alchemicznym bohaterki jest zbyt łatwe ze względu na wszechobecność dostępnych surowców. Malindy Hetfeld z „PC Gamera” miała wątpliwości co do poziomu przemocy w grze i jej wpływu na główne postaci: „trudno uwierzyć, że Amicia jest naprawdę przerażona tym, co robi, kiedy jednocześnie zrzuca żyrandole na głowy ludzi”. Stąd też różniły się reakcje na dysonans między grą a jej fabułą: Ben Reeves z magazynu „Game Informer” uznawał Innocence za „niezbyt interesującą grę opakowaną w niezapomnianą przygodę”, tymczasem Zoe Delahunty-Light w recenzji dla GamesRadar+ była innego zdania, twierdząc iż „gra staje się tym ambitniejsza, im dłużej się w nią gra, a świat jest tak piękny (w swym ponurym tragizmie), że aż prosi się o tryb fotograficzny”. Wskazywano przy tym podobieństwa konstrukcji Innocence do innych przygodowych gier akcji, The Last of Us i Uncharted 3 studia Naughty Dog. Camille Allard ze francuskiego portalu Gameblog.fr podsumowywała, iż Innocence to „średniowieczna oda o wielkiej poezji, łącząca gotycką opowieść i historyczny epos. Artystycznie oszałamiająca, gra jest również bardzo piękna muzycznie i dźwiękowo, w związku z czym to dzieło […] ma wszystko, czego potrzeba, aby zapisać się złotymi zgłoskami w 2019 roku”.

### Sprzedaż
W Wielkiej Brytanii, w ciągu tygodnia od swojej premiery, Innocence znalazła się na 9. miejscu na liście najlepiej sprzedających się gier detalicznych. W lipcu 2020 roku Focus Home Interactive ogłosiło, że sprzedało ponad milion egzemplarzy gry.

### Nagrody i wyróżnienia
| Year | Rozdanie nagród                   | Kategoria                                                 | Wynik     | Przypisy      |
| ---- | --------------------------------- | --------------------------------------------------------- | --------- | ------------- |
| 2019 | 2019 Golden Joystick Awards       | Najlepsze udźwiękowienie                                  | Nominacja | [ 44 ]        |
| 2019 | Titanium Awards                   | Gra roku                                                  | Nominacja | [ 45 ]        |
| 2019 | Titanium Awards                   | Najlepsza grafika                                         | Nominacja | [ 45 ]        |
| 2019 | Titanium Awards                   | Najlepszy projekt gry                                     | Nominacja | [ 45 ]        |
| 2019 | Titanium Awards                   | Najlepszy projekt narracyjny                              | Nominacja | [ 45 ]        |
| 2019 | Titanium Awards                   | Najlepsza gra przygodowa                                  | Nominacja | [ 45 ]        |
| 2019 | The Game Awards 2019              | Najlepsza narracja                                        | Nominacja | [ 46 ]        |
| 2019 | Steam Awards                      | Wybitna historia                                          | Wygrana   | [ 47 ]        |
| 2020 | New York Game Awards              | Najlepsza gra roku                                        | Nominacja | [ 48 ]        |
| 2020 | New York Game Awards              | Najlepsza gra niezależna                                  | Nominacja | [ 48 ]        |
| 2020 | New York Game Awards              | Najlepszy scenariusz                                      | Nominacja | [ 48 ]        |
| 2020 | NAVGTR Awards                     | Artystyczna animacja                                      | Nominacja | [ 49 ] [ 50 ] |
| 2020 | NAVGTR Awards                     | Techniczna animacja                                       | Nominacja | [ 49 ] [ 50 ] |
| 2020 | NAVGTR Awards                     | Reżyseria artystyczna                                     | Wygrana   | [ 49 ] [ 50 ] |
| 2020 | NAVGTR Awards                     | Reżyseria kamery                                          | Nominacja | [ 49 ] [ 50 ] |
| 2020 | NAVGTR Awards                     | Projekt kierowania postacią w 3D                          | Nominacja | [ 49 ] [ 50 ] |
| 2020 | NAVGTR Awards                     | Projekt kostiumów                                         | Nominacja | [ 49 ] [ 50 ] |
| 2020 | NAVGTR Awards                     | Reżyseria kinematograficzna                               | Nominacja | [ 49 ] [ 50 ] |
| 2020 | NAVGTR Awards                     | Najlepszy projekt gry                                     | Nominacja | [ 49 ] [ 50 ] |
| 2020 | NAVGTR Awards                     | Najlepsza oryginalna gra przygodowa                       | Wygrana   | [ 49 ] [ 50 ] |
| 2020 | NAVGTR Awards                     | Oświetlenie/teksturowanie                                 | Nominacja | [ 49 ] [ 50 ] |
| 2020 | NAVGTR Awards                     | Oryginalna ścieżka dźwiekowa                              | Nominacja | [ 49 ] [ 50 ] |
| 2020 | NAVGTR Awards                     | Najlepszy główny występ w dramacie (Charlotte McBurney)   | Wygrana   | [ 49 ] [ 50 ] |
| 2020 | NAVGTR Awards                     | Najlepszy drugoplanowy występ w dramacie (Edan Hayhurst)  | Nominacja | [ 49 ] [ 50 ] |
| 2020 | NAVGTR Awards                     | Najlepszy drugoplanowy występ w dramacie (Tabitha Rubens) | Nominacja | [ 49 ] [ 50 ] |
| 2020 | NAVGTR Awards                     | Kinematograficzny montaż dźwięku                          | Nominacja | [ 49 ] [ 50 ] |
| 2020 | NAVGTR Awards                     | Efekty dźwiękowe                                          | Nominacja | [ 49 ] [ 50 ] |
| 2020 | NAVGTR Awards                     | Użycie dźwięku                                            | Nominacja | [ 49 ] [ 50 ] |
| 2020 | NAVGTR Awards                     | Scenariusz dramatyczny                                    | Wygrana   | [ 49 ] [ 50 ] |
| 2020 | Pégases Awards 2020               | Najlepsza gra                                             | Wygrana   | [ 51 ] [ 52 ] |
| 2020 | Pégases Awards 2020               | Najlepsza reżyseria artystyczna                           | Wygrana   | [ 51 ] [ 52 ] |
| 2020 | Pégases Awards 2020               | Najlepszy projekt dźwięku                                 | Wygrana   | [ 51 ] [ 52 ] |
| 2020 | Pégases Awards 2020               | Najlepszy projekt narracji                                | Nominacja | [ 51 ] [ 52 ] |
| 2020 | Pégases Awards 2020               | Najlepszy projekt gry                                     | Wygrana   | [ 51 ] [ 52 ] |
| 2020 | Pégases Awards 2020               | Najlepsza sceneria                                        | Wygrana   | [ 51 ] [ 52 ] |
| 2020 | Pégases Awards 2020               | Najlepsza postać                                          | Wygrana   | [ 51 ] [ 52 ] |
| 2020 | SXSW Gaming Awards                | Wybitna narracja                                          | Nominacja | [ 53 ]        |
| 2020 | 16th British Academy Games Awards | Osiągnięcie techniczne                                    | Nominacja | [ 54 ]        |

## Kontynuacja
Kontynuacja pod tytułem A Plague Tale: Requiem została wydana 18 października 2022 roku na Nintendo Switch, PlayStation 5, Windows i Xbox Series X/S.

## Serial telewizyjny
W marcu 2022 roku ogłoszono prace nad adaptacją telewizyjną, która miała zostać wyprodukowana przez Mediawan we współpracy z Asobo i Focus Home.